# Neunkirchen, Siegen-Wittgenstein
Neunkirchen (tiếng Anh: Nine Churches) là một đô thị ở Siegen-Wittgenstein, trong Nordrhein-Westfalen, Đức,
Neunkirchen nằm bên bờ sông Heller, cự ly khoảng 10 km về phía nam Siegen.
Các đơn vị giáp ranh:
Burbach, Wilnsdorf, Herdorf và Daaden.

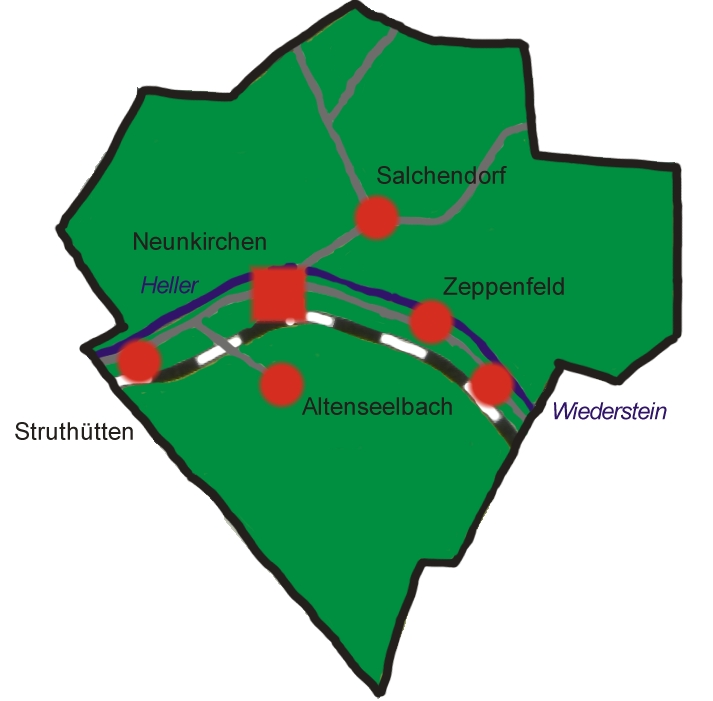
Các cộng đồng dân cư

Neunkirchen có các cộng đồng dân cư sau:
- Altenseelbach
- Neunkirchen
- Salchendorf
- Struthütten
- Wiederstein
- Zeppenfeld